# ألفين ويليامز
ألفين ويليامز (بالإنجليزية: Alvin Williams) مواليد 6 أغسطس 1974 في فيلادلفيا، هو لاعب كرة سلة أمريكي معتزل تحول إلى التدريب بعد الاعتزال بدأ مسيرته الاحترافية في سنة 1997. تم اختياره من قبل فريق بورتلاند ترايل بلايزرز خلال الدرافت. يبلغ طوله 6 قدم 5 بوصة (2.0 م). اعتزل اللعب في 2007. أحرز خلال مسيرته في الإن بي إيه 4161 نقطة بمعدل 9.0 نقاط في المباراة الواحدة.

## المسيرة الاحترافية
لعب مع بورتلاند ترايل بلايزرز في موسم 1997–1998، ثم لعب مع تورونتو رابتورز من سنة 1997 إلى 2006، ثم لعب مع لوس أنجلوس كليبرز في سنة 2006.

## روابط خارجية
- ألفين ويليامز على موقع إن بي أي (الإنجليزية)
- ألفين ويليامز على موقع سبورتس رفرنس (الإنجليزية)
- ألفين ويليامز على موقع كرة السلة الأوروبية.كوم (الإنجليزية)
- ألفين ويليامز على موقع كلية كرة السلة في سبورتس رفرنس.كوم (الإنجليزية)
- ألفين ويليامز على موقع ريلجم (الإنجليزية)
- ألفين ويليامز على موقع بروبوليرز (الإنجليزية)
- ألفين ويليامز على موقع سبورتس رفرنس (الإنجليزية)